# (48070) Zizza
(48070) Zizza est un astéroïde de la ceinture principale.

## Description
(48070) Zizza est un astéroïde de la ceinture principale. Il fut découvert le 19 mars 2001 à l'Observatoire Junk Bond par David Healy. Il présente une orbite caractérisée par un demi-grand axe de 2,86 UA, une excentricité de 0,20 et une inclinaison de 3,3° par rapport à l'écliptique.

## Compléments